# Brachyscelidiphaga pulchrivariegata
Brachyscelidiphaga pulchrivariegata är en stekelart som först beskrevs av Girault 1915.  Brachyscelidiphaga pulchrivariegata ingår i släktet Brachyscelidiphaga och familjen puppglanssteklar. Inga underarter finns listade.